# Samsung Galaxy J7 Prime
El Samsung Galaxy J7 Prime es un teléfono inteligente de gama media con sistema operativo Android, desarrollado por la compañía surcoreana Samsung Electronics. Fue presentado en septiembre de 2016, siendo el sucesor del Samsung Galaxy J7 (2016). Se encuentra entre los teléfonos más populares de Samsung del año 2016.

## Características

### Hardware
El Galaxy J7 Prime posee un procesador, el Exynos 7870 Octa, un procesador de 8 núcleos a 1.6 GHz que ofrecen gran velocidad para lo que es un teléfono de gama media . Cuenta con 3 GB de memoria RAM, y viene en versiones de almacenamiento de 16 y 32 GB, ambas ampliables mediante tarjetas microSD.

### Software
El Galaxy J7 Prime viene de fábrica con Android 6.0 (Marshmallow), capaz de actualizar a Android 8.1 (Oreo).

### Pantalla
Cuenta con un panel de 5.5 pulgadas con tecnología TFT PLS y resolución 1080p (1920x1080) Full HD.

### Sensor de huellas digitales
Incluye sensor de huellas de alta velocidad de lectura ubicado en el botón de inicio en la parte frontal.

### Cámara
Ambas cámaras (frontal y trasera) cuentan con flash LED para mayor iluminación en ambientes oscuros. La frontal es de 8 megap.

### Modelos
Este dispositivo cuenta con 12 diferentes modelos, según capacidad del teléfono y región de cobertura.
- Samsung Galaxy J7 Prime Duos SM-G610F/DD
- Samsung Galaxy J7 Prime Duos SM-G610F/DS 16GB
- Samsung Galaxy J7 Prime Duos SM-G610F/DS 32GB
- Samsung Galaxy J7 Prime Duos SM-G610M/DS
- Samsung Galaxy J7 Prime Duos SM-G610Y/DS
- Samsung Galaxy J7 Prime SM-G610F
- Samsung Galaxy J7 Prime SM-G610M
- Samsung Galaxy J7 Prime SM-G610F/DD
- Samsung Galaxy J7 Prime Duos SM-G6100
- Samsung Galaxy J7 Prime SM-G610K
- Samsung Galaxy J7 Prime SM-G610L
- Samsung Galaxy J7 Prime SM-G610S